# (8910) 1995 WV42
A (8910) 1995 WV42 a Naprendszer kisbolygóövében található aszteroida. Ueda Szeidzsi és Kaneda Hirosi fedezte fel 1995. november 25-én.